# VEGF-C

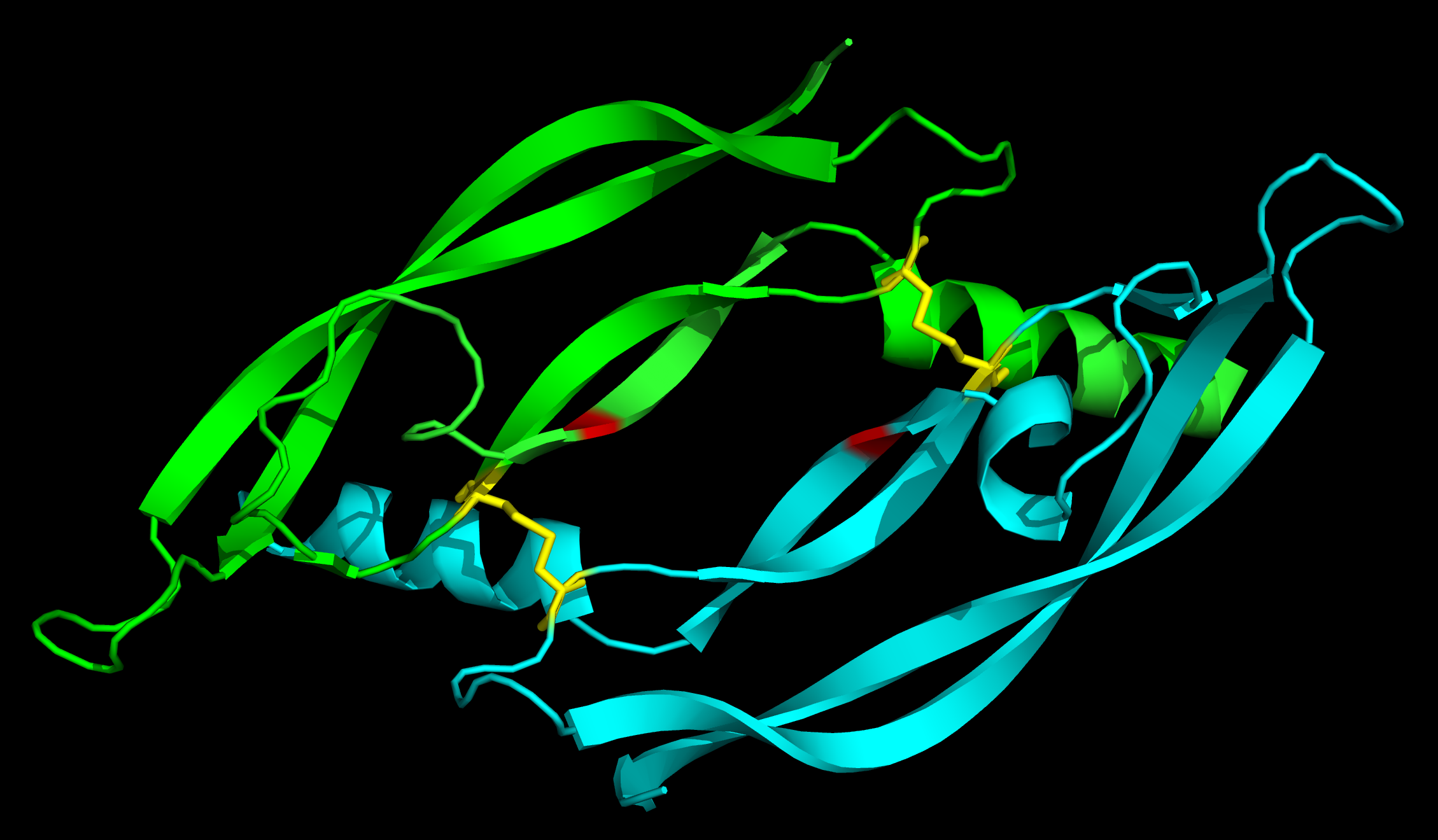
3D-Modell des VEGF-C-Proteins basierend auf der Kristallstruktur 2X1W. Der hier dargestellte (kristallisierte) Teil des VEGF-C umfasst ausschließlich die VEGF-Homologie-Domäne.

Domänen-Organisation des VEGF-C-Proteins

Biosynthese des VEGF-C-Proteins. Dargestellt ist ein vereinfachtes Schema der enzymatischen Schnitte, die zur Aktivierung von VEGF-C führen. Die Zahlen beziehen sich auf die ungefähre molare Masse der unterschiedlichen Formen (in kDa). Glykosylierungsstellen sind in Grün und die Cysteine der zentralen Domäne in Gelb dargestellt.

Vascular Endothelial Growth Factor C (VEGF-C) ist ein Protein, das als Wachstumsfaktor fungiert. Es gehört zur Gruppe der Platelet Derived Growth Factor / Vascular Endothelial Growth Factor (PDGF/VEGF)-Familie.

## Funktionen
Die Hauptfunktion von VEGF-C ist die Anregung des Wachstums von Lymphgefäßen (Lymphangiogenese). Während der Embryonalentwicklung ist VEGF-C für die Entwicklung des Lymphgefäßsystems notwendig und im erwachsenen Organismus für dessen Aufrechterhaltung und für Lymphgefäß-Neubildungen, die z. B. bei der Wundheilung und im Menstruationszyklus, aber auch bei Krebserkrankungen stattfinden. VEGF-C wirkt auf die Zellen, die die innere Wandschicht (Intima) der Lymphgefäße bilden, die sogenannten lymphatischen Endothelzellen (LECs).
Die Wirkung des VEGF-C wird durch die Rezeptoren Vascular Endothelial Growth Factor Receptor-3 (VEGF-Rezeptor-3, VEGFR-3 oder FLT4) und Vascular Endothelial Growth Factor Receptor-2 (VEGF-Rezeptor-2, VEGFR-2 oder KDR) vermittelt, die sich auf der Zelloberfläche der Endothelzellen befinden und die VEGF-C-Moleküle erkennen können (gemäß dem Schlüssel-Schloss-Prinzip). Wenn VEGF-C von VEGFR-2 oder VEGFR-3 erkannt wird, reagieren die Zellen mit Wachstum, Zellteilung und zielgerichteter Bewegung in die Richtung der höchsten VEGF-C-Konzentration (Chemotaxis, Zellmigration). VEGF-C wurde 1996 im Labor von Kari Alitalo als Ligand für den VEGFR-3 entdeckt. Bald darauf konnte experimentell gezeigt werden, dass VEGF-C das Wachstum der Lymphgefäße anregt. Allerdings kann VEGF-C unter bestimmten Umständen zusätzlich auch das Wachstum von Blutgefäßen und deren Durchlässigkeit regulieren. Die Wirkung auf Blutgefäße kann durch den primären Rezeptor VEGFR-3 vermittelt werden oder durch den sekundären Rezeptor VEGFR-2. Neben den Effekten auf Lymph- und Blutgefäße ist VEGF-C auch an der Entwicklung des Nervensystems und der Regulation des Blutdrucks beteiligt.

## Biosynthese
VEGF-C wird beim Menschen vom vegfc-Gen kodiert, das sich auf dem Chromosomenabschnitt 4q34 befindet. VEGF-C ist ein sezerniertes Protein und wird nach der Erzeugung in die Umgebung der Zelle ausgeschüttet. Durch enzymatische Spaltungen werden verschiedene Formen von VEGF-C produziert. Nach der Entstehung des VEGF-C während der Translation besteht VEGF-C zunächst aus drei Abschnitten (Domänen): der zentralen VEGF-Homologie-Domäne (VHD), der N-terminalen Domäne (auch N-terminales Propeptid genannt) und der C-terminalen Domäne (auch C-terminales Propeptid oder Seidenhomologie-Domäne genannt). Diese Form wird als unprozessiertes VEGF-C bezeichnet und hat eine Masse von etwa 58 kDa. Die erste enzymatische Spaltung erfolgt innerhalb der Zelle zwischen der VHD und der C-terminalen Domäne und wird durch Proprotein-Konvertasen durchgeführt. Trotz dieser Spaltung bleiben die beiden Spaltprodukte durch Disulfidbrücken miteinander verbunden. Diese Form wird als intermediäre Form oder pro-VEGF-C bezeichnet. Die zwei per Disulfidbindung verbundenen, gespaltenen Polypeptid-Ketten haben eine Masse von 29 und 31 kDa. Obwohl diese Form den Rezeptor VEGFR-3 schon binden kann, kann sie ihn noch nicht aktivieren. Um aktives VEGF-C zu erhalten, muss erst eine weitere Spaltung erfolgen, und zwar zwischen dem N-terminalen Propeptid und der VHD. Diese Spaltung kann entweder durch ADAMTS3, Plasmin, KLK3/PSA oder Cathepsin D erfolgen. Mit zunehmendem Prozessierungsgrad steigt die Affinität von VEGF-C für seine Rezeptoren VEGFR-2 und VEGFR-3. Nur das vollständig prozessierte, aktive VEGF-C hat eine hohe Affinität für den VEGF-Rezeptor-2.

## Beziehung zu VEGF-D
Strukturell und funktionell ist VEGF-D (auch als c-fos-induced growth factor/FIGF bekannt) dem VEGF-C am ähnlichsten. Jedoch ist VEGF-C absolut notwendig für die Entwicklung des Lymphgefäßsystems, während der Verlust von VEGF-D zumindest Mäusen keinerlei Probleme zu bereiten scheint. Ob dies auch beim Menschen der Fall ist, darf bezweifelt werden, weil es eine ganze Reihe von wichtigen Unterschieden zwischen menschlichem VEGF-D und VEGF-D von Mäusen gibt.

## Krankheitsrelevanz
In einer Minderheit von Lymphödem-Patienten ist ein mutiertes VEGFC-Gen für die Krankheit ursächlich, und VEGF-C ist ein potentielles Medikament für die Behandlung von Lymphödemen, obwohl die zugrundeliegende Genmutation öfters im VEGF-Rezeptor-3 als im VEGF-C selbst liegt. Weil beim hereditären Lymphödem Typ 1 nur eines der zwei FLT4-Allele mutiert ist, sind nicht alle VEGFR-3-Moleküle funktionsunfähig. Große Mengen von VEGF-C, so wird angenommen, können daher über verstärkte Aktivierung der verbleibenden funktionellen Rezeptoren, die Folgen der Mutation kompensieren. Aus diesem Grund wird VEGF-C als ein Medikament gegen Lymphödeme unter dem Namen Lymfactin entwickelt. VEGF-C kann auch indirekt Lymphödeme hervorrufen: In der seltenen Erbkrankheit Hennekam-Syndrom kann ein mutiertes CCBE1-Protein nicht mehr das ADAMTS3-Enzym bei der Aktivierung von VEGF-C unterstützen. Während ein Mangel an aktivem VEGF-C ein Lymphödem zur Folge hat, kann auch ein Überschuss an VEGF-C problematisch werden, weil dies Tumor-Angiogenese und Metastasierung begünstigen kann. VEGF-C kann direkt angiogen auf Blutgefäße einwirken und es kann über verstärkte Lymphangiogenese die Metastasenbildung begünstigen.

## Evolution
Die PDGF-Familie ist so eng mit der VEGF-Familie verwandt, dass die beiden meist als die PDGF/VEGF-Familie zusammengefasst werden. In wirbellosen Tieren kann man die Moleküle dieser beiden Familien nicht ohne weiteres voneinander unterscheiden und sie werden daher gemeinsam als PVFs (PDGF/VEGF-ähnliche Wachstumsfaktoren) bezeichnet. Der Vergleich menschlicher VEGFs mit den PVFs erlaubt Rückschlüsse auf die urzeitlichen Vorläufermoleküle, die den heutigen lymphangiogenen VEGFs (VEGF-C und VEGF-D) anscheinend ähnlicher waren als den anderen Mitgliedern der VEGF-Familie. Trotz der großen entwicklungsgeschichtlichen Distanz können die PVFs heute noch mit menschlichen VEGF-Rezeptoren interagieren. Die PVFs in Drosophila melanogaster haben Funktionen in der Migration der Hämozyten und der PVF in der Qualle Podocoryne carnea hat Funktionen in der Entwicklung der Tentakeln und des gastrovaskulären Apparates. Über die Funktion des PVF-1 des Fadenwurms Caenorhabditis elegans ist nichts bekannt.